# L'uomo dello specchio
L'uomo dello specchio (titolo originale Spegelmannen) è un romanzo giallo dello scrittore svedese Lars Kepler, pubblicato in Svezia nel 2020.
Il libro è l'ottavo della serie con protagonista l'ispettore di origini finniche Joona Linna, della polizia criminale di Stoccolma.
La prima edizione italiana del romanzo è stata pubblicata nel 2020 da Longanesi.

## Trama
In un parco giochi di un quartiere di Stoccolma viene ritrovato il corpo di una ragazza, uccisa tramite quella che sembra essere a tutti gli effetti una esecuzione. Ad indagare sull'accaduto il commissario Joona Linna, che scopre che la ragazza è sparita nel nulla cinque anni prima senza più lasciare traccia. Mentre è alla ricerca di qualche testimone che abbia visto qualcosa, capisce che qualcuno potrebbe non volere parlare o non riuscire a parlare e va quindi aiutato a sbloccare i ricordi impriogionati nella mente. Per questo motivo il commissario, contravvenendo ancora una volta alle regole della polizia, chiede di nuovo l'aiuto di una sua vecchia conoscenza, il dottor Erik Maria Bark.

## Edizioni
- Lars Kepler, L'uomo dello specchio, traduzione di Andrea Berardini, Milano, Longanesi, 2020. ISBN 978-88-304-5494-1.